# Svatební cesta do Jiljí
Svatební cesta do Jiljí je česká TV filmová komedie režiséra Hynka Bočana z roku 1983 natočená podle stejnojmenné knižní předlohy Miroslava Skály, který je také autorem scénáře. Hlavní role ve filmu vytvořili Libuše Šafránková a Josef Abrhám (v civilu manželé).

## Děj
Tomáš Krchňák (Josef Abrhám), statistik, poznal Petru (Libuše Šafránková), bytost bez systému, která všude chodí nazdařbůh, u ztrát a nálezů, kam oba přinesli své zaměněné tašky. Zamilovali se a aby si Tomáš byl včas jistý, že je Petra ta pravá, rozhodl se s ní odjet na předsvatební cestu, protože člověk toho druhého nejlépe pozná, když s ním cestuje. Protože jeho rodiče se brali v Jiljí, byla jako cíl cesty a zároveň místo sňatku zvolena tato obec (jež ve skutečnosti neexistuje). Tomáš si na jednu stranu cestu představuje v romantickém duchu, ale na druhou stranu pro Petru chystá různé zkoušky jejího charakteru. V obou případech se jeho představy rozejdou se skutečností.
První den oba zaspí a nestihnou vlak, načež jim propadne rezervace v hotelu. Petra, vždy připravená pomoci druhým, se ve vlaku dá do řeči s průvodčím (Zdeněk Svěrák) a ten jim pak nabídne nocleh u něj doma na kanapi.
Druhý den oba čeká výstup na vrchol Portyše. Zatímco Tomáš přemýšlí, jaký účinek má na změnu lidského charakteru hranice 1.000 m n. m., Petra chce, aby Tomáš odnesl na vrchol hory trám. Tomáš to sice považuje za typicky ženský romantický nápad, ale přání splní, společně ho vynesou nahoru a na vrcholku do něj vyryje jejich jména. Začne ale bouřka, Petra se bouřky bojí a Tomáš se ji snaží strachu zbavit. Nakonec dojdou k místu dalšího přespání, kde zjistí, že původní horská chatička byla zbořena a nyní mohou přespat jen v noclehárně. Zde má podnikový zájezd večírek a ani tato noc nebude klidná.
Třetí den si Tomáš na Petru připravil novou zkoušku: rozdělí se a každý má dojít svou cestou na smluvené místo. Tomáš se o Petru, která vždycky chodí nazdařbůh, bojí a váhá, jestli ji má pustit samotnou, ale na druhou stranu říká, že kdo se orientuje v přírodě, orientuje se i v životě. Nakonec je to ale on, kdo zabloudí a přijde pozdě. Další část jejich cesty se odehrává na vodě. Petře se plavba zdá nebezpečná a nejraději by už nepokračovala dál, ale Tomáš ji přemluví. Na nocleh zastaví na louce, kde je stanování zakázáno. Petře se podaří přemluvit majitele pozemku, aby tam mohli zůstat, ale ukáže se, že je tam spousta komárů, a oni musí odjet.
Další past, kterou Tomáš na Petru nastražil, je jeho kamarád Radovan (Jiří Kodet), kterému prý žádná žena neodolá. Radovanův kybernetický stroj v táboře vybere za partnerku Radovanovi Petru a Tomáš zůstane sám. Petra si opravdu s Radovanem dlouho při procházce povídá. Další předsvatební noc skončí roztržkou.
Ráno mlčky nasednou do lodě a plují dál. "Udělají se" na jezu, což ale přispěje k tomu, že se usmíří. Zjistí však, že se nedostanou včas do Jiljí. Vodáci jim pomůžou a oba se snaží stihnout vlak. To se jim nepovede, ale přednosta kvůli nim vypraví drezínu. Z Předmostí do Jiljí dojedou autostopem. V Jiljí se dozvědí, že zdejší oddávající úředník se právě žení v Liptovském Mikuláši a jejich svatba se o den posouvá. Poslední předsvatební noc může konečně proběhnout v klidu podle jejich představ.

## Postavy
- Tomáš Krchňák (Josef Abrhám) – statistik, má rád pořádek a systém, je neustále překvapován živelností Petry
- Petra (Libuše Šafránková) – má ráda kybernetiku a mravence, ráda chodí na vysokých podpatcích, je bez systému a neustále Tomášovi říká miláčku, ačkoliv to on nesnáší
- Radovan (Jiří Kodet) – kamarád Tomáše, neodolatelný svůdce žen, správce rekreačního střediska
- průvodčí (Zdeněk Svěrák) – průvodčí, kterého cestou potkají ve vlaku a u kterého pak přespí, je dosud svobodný a žije s matkou
- výhybkář (Václav Vydra) – pomůže jim na drezíně
- výpravčí (Jan Skopeček) – pomůže jim v jejich putování, rád by se viděl v televizi
- majitel louky (Karel Augusta) – sebevědomý vesničan, na jeho komáří louce nechali hořet oheň
- rodiče Tomáše (Blažena Holišová a Josef Větrovec) – navrhli mu, aby Tomáš zopakoval jejich vlastní pokus s "předsvatební" cestou
- nádražák ve Ztrátách a nálezech (Ladislav Smoljak) – má rád dobře artikulované a specifikované dotazy
- pošťák (Vlastimil Bedrna) – doveze Tomáše a Petru do Jiljí, má služebního trabanta
- vedoucí zájezdu (Ladislav Gerendáš) – je toho názoru, že všichni mají právo si po svém odpočinout

a další

## Místa natáčení
- výchozí místo jejich cesty - Praha hlavní nádraží, 2. nástupiště
- před horskou chatou - Hotel Skála, Vitkovice v Krkonoších 108
- výstup na Portyš - Zlaté návrší, Krkonoše
- u skály v bouřce - Harrachovy kameny, Krkonoše
- v hotelu - Labská bouda, Špindlerův Mlýn-Bedřichov 31
- ve vodopádu - Mumlavský vodopád, Harrachov
- při „zkoušce orientace“ - Lom Alkazar, Srbsko
- na nádraží v části "na lodi" - nádraží Suchdol nad Lužnicí
- na louce, kde chtěli rozbít stan - Berounka u Srbska
- u Radovana - UVS AMU, ev.č. 10, Poněšice
- na nádraží v Ústí - Nádraží Vráž u Berouna
- na nádraží Předmostí - nádraží Loděnice
- autobusová zastávka v Předmostí - autobusové nádraží, Boleslavská ul., Stará Boleslav
- náměstí a radnice, kde mají mít svatbu - náměstí Míru, Mělník[4]